# Jan Wojciech Ziemnicki
Jan Wojciech Ziemnicki (Wojciech Ziemnicki) herbu Złota Wolność (zm. 5 maja 1771 w Jędrzejowie) – protonotariusz apostolski, przeor i opat jędrzejowski, tytularny opat kołbacki.
Opatem cystersów w Jędrzejowie był od 8 marca 1754 roku. Po pożarze jędrzejowskiego kościoła klasztornego cystersów 1 października 1726, z fundacji Ziemnickiego w latach 1728–1754 dokonano odbudowy oraz gruntownej przebudowy świątyni w stylu barokowym. Także dzięki jego ofiarności w 1754 roku stanął na rynku jędrzejowskim nowy barokowy ratusz.
Ziemnicki zmarł 5 maja 1771 r. i został pochowany w podziemiach kościoła klasztornego w Jędrzejowie, przed wejściem do kaplicy bł. Wincentego Kadłubka. Jego grób przykrywa brązowa płyta, na której widnieje herb Ziemnickiego Złota Wolność oraz napis w języku łacińskim informujący, że płytę odlał w 1765 roku Jan Weidner z Krakowa.